# Sphaeronella vestita
Sphaeronella vestita är en kräftdjursart som beskrevs av Hansen 1897. Sphaeronella vestita ingår i släktet Sphaeronella, och familjen Nicothoidae. Arten är reproducerande i Sverige.